# Megacariòcit
Els megacariòcits són cèl·lules lobulades i poliploides de la medul·la òssia responsables de la producció de trombòcits (plaquetes), elements anucleats imprescindibles per a una coagulació normal de la sang i que es formen a partir de fragments del citoplasma dels megacariòcits.
Els megacariòcits deriven de la línia mieloide de les cèl·lules mare hematopoètiques i en el seu procés de desenvolupament (megacariopoesi) es distingeixen tres estadis evolutius:
- Megacarioblast: Té un nucli bilobulat i la seva mida i morfologia són molt semblants a les d'un limfòcit.
- Promegacariòcit: Nucli arronyonat amb dos o quatre parells de cromosomes (4 o 8n, respectivament) i un citoplasma molt més gran que el del megacarioblast. Pot arribar a tenir 50 μm de diàmetre.
- Megacariòcit madur (MM): La seva mida oscil·la entre les 50 i les 150 μm. El nucli és polilobulat i el citoplasma és major que el dels seus antecessors. Un MM genera normalment 6 protoplaquetes;[3] les quals, al seu torn, donen lloc a 6-12 x 10 3 plaquetes. Després d'alliberar les protoplaquetes i perdre el citoplasma, el nucli del MM s'incorpora a la circulació i és fagocitat pels macròfags alveolars.

Des d'un altre punt de vista, la megacariopoesi pot ser bàsicament dividida en dues etapes: una primera proliferativa (en la qual augmenta el nombre de cèl·lules que originaran els precursors megacariocítics) i una segona madurativa. Durant aquesta darrera etapa es produeixen els dos fenòmens principals que donaran lloc als MMs, l'endomitosi nuclear i la maduració citoplasmàtica. Els MMs són la forma més abundant en el moll d'os normal (≥ el 50% de tots els megacariòcits identificables en l'espai medul·lar).
La megacariopoesi està regulada per múltiples citocines i diversos factors de creixement, com -per exemple- la trombopoetina, les interleucines IL-3, 6, 11 i 21 i el factor de creixement de cèl·lules mare (SCF). Entre els factors reguladors negatius es poden destacar el TGF-β i el factor plaquetari 4.
Els megacariòcits immadurs i madurs mantenen l'homeòstasi del sistema ossi interactuant amb els osteoblasts i els osteoclasts.
Es creu que els MMs poden estar implicats de diverses maneres en el procés de desenvolupament de les metàstasis òssies.
La trombocitopènia amegacariocítica congènita i la trombocitèmia essencial (una síndrome mieloproliferativa adquirida) són malalties greus causades per trastorns de la megacariopoesi i la producció plaquetària. L'excés de megacariòcits medul·lars atípics acostuma a ser un signe clínic de leucèmia megacarioblàstica aguda, una forma de leucèmia mieloide aguda que afecta predominantment a nens amb síndrome de Down. Si bé la hiperplàsia megacariocítica es veu en processos mieloproliferatius, també pot ser un efecte transitori de la quimioteràpia amb àcid retinoic (tretinoïna). En la síndrome de Bernard-Soulier (distròfia trombocítica hemorràgica) s'ha apreciat una mutació puntual en un dels factors de transcripció involucrats en la megacariopoesi, el GATA-1.